# سترونج هولد: كروسيدر
سترونج هولد: كروسيدر (بالإنجليزية: Stronghold: Crusader) ومشهورة باسم صلاح الدين هي لُعبة فيديو استراتيجية من تطوير الأستوديو الإنجليزي فايرفلاي ستوديوز عام 2002. صدرت اللٌّعبة بعد الجزء الأول سترونغ هولد، وتختلف عن الجزء الأول أن اللُّعبة لم تعد تدور أحداثها في إنجلترا، بل في منطقة الشرق الأوسط خلال فترة الحملات الصليبية. وتتميز عن سابقتها في وضع المناوشة في اللعب الفردي، الذي يسمح بتخصيص معارك ضد الذكاء الاصطناعي بدلًا من المراحل الخطية. تم لاحقًا إصدار نسخة من اللُّعبةٍ باسم سترونج هولد وارتشيست، تحتوي على خلاصة الجزء الأول سترونغ هولد، ونسخة محسنة من سترونج هولد: كروسيدر، وتحتوي النسخة على شخصيات إضافية، ومراحل خطية إضافية.
تم إصدار نسخة سترونج هولد وارتشيست في عددٍ محدود من الدول مثل: الولايات المتحدة، وبولندا. ممَّا أدَّى إلى غياب الشخصيات الإضافية، والمراحل الخطية الإضافية لبقية دول العالم. ولكن تغير هذا عندما تم إصدار نسخة محدثة أُخْرى باسم سترونج هولد كروسيدر إكستريم في أوائل عام 2008.

## الحملات
تتميز سترونج هولد: كروسيدر بالعديد من الحملات الإستراتيجية التي توثق الحملات الصليبية: الأولى، والثانية، والثالثة، وكذلك الصراعات داخل الدول الصليبية. وتتضمن عدة معارك مثل: حصار نيقية، ومعركة هيراكليا، وحصار أنطاكية، وقلعة الحصن، وحصار القدس (1099). تتميز اللُّعبة أيضًا بالمراحل الخطية، وهي سلسلة من 50 مهمة مرتبطة. تضيف نسخة سترونج هولد وارتشيست 30 مرحلة خطية جديدة تتكون
من مهماتٍ مرتبطة.

## أَسلوب اللعب
طريقة اللعب مشابهة للجزء الأول سترونغ هولد، والفرق الرئيسي بينهما هو أن سترونج هولد: كروسيدر تدور أحداثها في منطقة الشرق الأوسط. نتيجةً لذلك، لا يمكن بناء المزارع إلا على الواحات الخضراء، بسبب طبيعة المنطقة العربية الصحراوية، ممَّا يؤدي إلى التنافس بين اللاعبين على الأراضي الزراعية والموارد المحدودة. تُضيف اللُّعبة خصومًا عربيةً جديدة من الذكاء الاصطناعي، وجنود عربية جديدة يمكن شراؤها من خيمة الجنود. تم أيضًا تغيير لَوْن جنود اللاعب من الأزرق إلى الأحمر من أجل مطابقة ألوان فرسان الهيكل. بخلاف الواحات توجد موارد أُخْرى مثل: خام الحديد، والمحاجر (للحجر)، والمستنقعات (للنفط). يتم إيداع هذه الموارد في المخزون ويمكن للاعب اختيار بيعها، أو استخدامها لأغراض دفاعية أو اقتصادية. هناك طريقتان لتكوين جيش. إما أن تصنع الأسلحة ثم تنفق القليل من الذهب لتحويل الفلاحين إلى جنود، أو تحويلهم مباشرةً إلى جنود باستخدام المزيد من الذهب من خلال خيمة الجنود.
توجد مراحل تاريخية (خيالية في الغالب) يجب إكمالها باستخدام الموارد المعطاة للاعب في بداية المرحلة. إلى جانب ذلك، هناك 50 مرحلة مصممة بصعوبة متزايدة. في كل مستوى، يجب على اللاعب الدفاع عن المملكة وهزيمة ملوك واحد أو أكثر. يوجد خيار بثلاثة دجاجات في بداية اللُّعبة يمكن للاعب استخدامها لتخطي مرحلة معين.

### متعدد اللاعبين
كان يمكن اللعب متعدد اللاعبين عن طريق متصفح الخوادم جيم سباي أركيد ولكن تم ايقاف الخدمة لاحقا، وعثر اللاعببن علي البديل غيم رانجرالذي يمتلك فكرة مشابهة لجيم سباي أركيد، بغض النظر عن جيم سباي يمكن لعب اللعبة عن طريق الشبكة محلية (LAN) أو عن طريق شبكة خاصة افتراضية مثل hamachi

## الشخصيات
تحتوي اللُّعبة على العديد من الشخصيات المختلفة يتحكم بها الذكاء الاصطناعي في وضع المناوشة، ويمكن اختيارهم كحلفاء أو أعداء. أحد الجوانب الفريدة في اللُّعبة أن الشخصيات لديها بينك فيديو (مقاطع فيديو قصيرة صغيرة) يتواصلون من خلالها مع اللاعب، ويطلبون منهُ السلع أو المساعدة إذا كانوا متحالفين معه، أو إذا كانوا أعداء اللاعب، فسيسخرون منهُ عند هجومهم عليه أو خوفهم عند الهجوم عليهم. كانت مقاطع الفيديو هذه غائبة في لُعبة سترونج هولد 2، لكنها عادت في شكل جديد في لُعبة سترونج هولد كروسيدر 2.
في سترونج هولد: كروسيدر يوجد ثمانية شخصيات للذكاء الاصطناعي، منهم شخصيات الجزء الأول مثل: الجرذ، والأفعى، والخنزير، والذئب، بالإضافة إلى أمراء العرب الجدد وهم: صلاح الدين، وريتشارد قلب الأسد، والخليفة، والسلطان. في نسخة سترونج هولد وارتشيست، تمت إضافة ثمانية أمراء جدد. تم توفير ثلاثة من هؤلاء الأمراء مجانًا من أستوديو التطوير وهم: الإمبراطور فريدريك، والملك فيليب، والشريف، لكن الخمسة الآخرين: الوزير، والأمير، ونزار (استنادًا إلى حسن الصباح)، والمارشال (وهو السير لونجرم المعاد استخدامه من الجزء الأول)، والأبوت عن طريق شراء نسخة سترونج هولد وارتشيست. ومع ذلك، تم إضافة هؤلاء الشخصيات الإضافيين بشكل مجاني في إصدار اللُّعبة اللاحق على ستيم.

## الاستقبال
| سترونج هولد: كروسيدر |         |
| --- | ------- |
| مجموع النقاط المجموع نقاط ميتاكريتيك 78/100 [ 3 ] نتائج المراجعة نشرة نقاط سي جي إم [ 4 ] كمبيوتر غيمنغ ورلد [ 5 ] غيم إنفورمر 8.75/10 [ 6 ] غيم سبوت 8/10 [ 1 ] غيم سباي [ 7 ] غيم زون 8/10 [ 8 ] آي جي إن 8.4/10 [ 9 ] بي سي غيمر (المملكة المتحدة) 76% [ 10 ] بي سي غيمر (الولايات المتحدة) 77% [ 11 ] بي سي زون 82% [ 12 ] |         |
| مجموع النقاط |         |
| المجموع | نقاط    |
| ميتاكريتيك | 78/100  |
| نتائج المراجعة |         |
| نشرة | نقاط    |
| سي جي إم | [ 4 ]   |
| كمبيوتر غيمنغ ورلد | [ 5 ]   |
| غيم إنفورمر | 8.75/10 |
| غيم سبوت | 8/10    |
| غيم سباي | [ 7 ]   |
| غيم زون | 8/10    |
| آي جي إن | 8.4/10  |
| بي سي غيمر (المملكة المتحدة) | 76%     |
| بي سي غيمر (الولايات المتحدة) | 77%     |
| بي سي زون | 82%     |

تلقت اللُّعبة تقييمات إيجابية بشكل عام وفقًا لموقع ميتاكريتيك. وفقًا لمجلة إدج، باعت لُعبة سترونج هولد: كروسيدر ما لا يقل عن 100,000 نسخة في الولايات المتحدة، لكنها أقل من مبيعات الجزء الأول سترونغ هولد التي بلغت 220,000 في المنطقة. بلغت إجمالي المبيعات الأمريكية لألعاب سترونج هولد التي تم إصدارها خلال العقد الأول من القرن الحادي والعشرين 590,000 نسخة بحلول أغسطس 2006.

## سترونج هولد كروسيدر إكستريم
في 28 يناير 2008، أَعْلَن الأستوديو الإنجليزي فايرفلاي ستوديوز عن نسخة محسنة من اللُّعبة باسم سترونج هولد كروسيدر إكستريم. وتتميز بخصوم وخرائط جديدة للذكاء الاصطناعي، ومعارك تضم أكثر من 10000 جندي. تم إصدار النسخة على مايكروسوفت فيستا في يونيو 2008.

## وصلات خارجية
- Firefly Studios
- Stronghold Knights